# Ziphius
Ziphius es un género de cetáceos odontocetos de la familia Ziphidae de la que se conocen 21 especies, siendo el zifio de Cuvier (Ziphius cavirostris) el más común.